# Rue David Van Bever
 (août 2025).
Motif : Rue sans notoriété évidente. Sources secondaires semblent absentes.
- Archive Wikiwix
- Bing
- Cairn
- DuckDuckGo
- E. Universalis
- Gallica
- Google
- G. Books
- G. News
- G. Scholar
- Persée
- Qwant
- (zh) Baidu
- (ru) Yandex
- (wd) trouver des œuvres sur Wikidata

| 1. | Préciser le motif de la pose du bandeau. | Précisez le motif de la pose du bandeau en utilisant la syntaxe suivante : {{admissibilité à vérifier\|date=août 2025\|motif=remplacez ce texte par le motif}}                           |
| 2. | Informer les utilisateurs concernés.     | Pensez à avertir le créateur de l'article, par exemple, en insérant le code ci-dessous sur sa page de discussion : {{subst:avertissement admissibilité à vérifier\|Rue David Van Bever}} |

La rue David Van Bever (en néerlandais : David Van Beverstraat) est une rue bruxelloise de la commune de Woluwe-Saint-Pierre qui va de la rue Kelle à l'avenue Edmond Parmentier sur une longueur totale de 290 mètres.

## Historique et description
La rue a été nommée en hommage au soldat David Antoine François Van Bever, né le 3 janvier 1891 à Bruxelles, tué le 25 mars 1915 à Noordschote lors de la première guerre mondiale. Il était domicilié dans la commune de Woluwe-Saint-Pierre.